# Улица Коцюбинского (Чернигов)
Улица Коцюбинского (укр. Вулиця Коцюбинського) — улица в Деснянском и Новозаводском районах города Чернигова, исторически сложившаяся местность (район) Холодные Яры, Предградье. Пролегает от улицы Василия Симоненко (Десняка) до тупика возле реки Стрижень.
Примыкают переулок Коцюбинского, улицы Хлебопекарная, Ремесленная, Княжая (Кирпоноса), проспект Мира, Пятницкая, Мстиславская, Гончая, Василия Тарновского (Пушкина).

## История
Улица была проложена в конце XVIII века, согласно с регулярным планом города 1786 года, на участке между современными проспектом Мира и Ремесленной улицей. Под названием Северянская  — в честь восточно-славянского племенного союза северян — известна с XIX века. Застроена одновременно с другими кварталами от Красной площади в восточном направлении в период конец 18 — начало 20 веков преимущественно одноэтажными, украшенными узорчатой резьбой, домами типового и индивидуального проектов. Улица обозначена на «Плане города Чернигова» 1908 года в современных размерах. Улица изначально и вплоть до 1961 года была вымощена клинкером. 
В 1922 году Северянская улица переименована на улицу Коцюбинского — в честь украинского писателя и общественного деятеля Михаила Михайловича Коцюбинского, который жил здесь с семьёй в период 1898—1913 годы в доме № 3. 
В период Великой Отечественной войны давняя застройка улицы (участок между улицами Кирпоноса и Пушкина) была почти полностью разрушена немецко-фашистской авиацией в августе-сентябре 1941 года. 
В период 1946-1950 года улица была застроена типовыми 2-этажными жилыми домами на участке между улицами Кирпоноса и Мстиславской. После Великой Отечественной войны «Черниговский городской молочный завод» возобновил работу как маслозавод в доме на углу улиц Мстиславская и Коцюбинского, вскоре в 1956 году был перенесён на Любечскую улицу
В 1955 году в исторической местности Холодные Яры улица 2-й Холодный Яр была переименована на Северянскую.

## Застройка
Улица пролегает в северо-восточном направлении параллельно проспекту Победы и улицам Магистратская и Гетмана Полуботка.
|                                                                       |                                                            |                                                     |                                                     |
| памятник истории Усадьба М. М. Коцюбинского и Бюст М. М. Коцюбинскому | памятник архитектуры Церковь Казанской иконы Божией Матери | участок от Хлебопекарной улицы до Ремесленной улицы | участок от Хлебопекарной улицы до Ремесленной улицы |
|                                                                       |                                                            |                                                     |                                                     |
| памятник архитектуры Жилой дом                                        | Музей М. М. Коцюбинского                                   | участок от проспекта Мира до улицы Кирпоноса        | участок от проспекта Мира до Пятницкой улицы        |
|                                                                       |                                                            |                                                     |                                                     |
| участок от Пятницкой улицы до Мстиславской улицы                      | участок от Мстиславской улицы до Пятницкой улицы           | участок от Мстиславской улицы до Гончей улицы       | участок от Гончей улицы до улицы Пушкина            |

Начало улицы (до примыкания Ремесленной улицы) парная и непарная стороны занята усадебной застройкой (есть один 9-этажный и три 5-этажных дома). Затем идёт квартал смешанной застройки: усадебные и 2-3-5-этажные жилые дома и административные здания. Далее (между улицами Кирпоноса и Мстиславской) улица занята малоэтажной (2-этажные дома) жилой застройкой (есть 4-этажный и два 3-этажных дома). 3-этажными домами застроен перекресток с проспектом Мира. Конец улицы (между Мстиславской и Пушкина) занят многоэтажной жилой застройкой (4-5-9-этажные дома), есть два 2-этажных дома и участок усадебной застройкой (у реки Стрижень).
|          |          |          |          |
| дом № 10 | дом № 14 | дом № 22 | дом № 33 |

В начале (до примыкания Ремесленной улицы) улицы сохранился ряд деревянных, иногда обложенных кирпичом и облицованных черниговской керамикой, одноэтажных домов на 3-5-7-9 окон, украшенных резьбой карнизов, наличников, сандриков, дверей (например, дома № 10, 12, 14). Примерами жилья на «жилых погребах» являются дома № 31, 33 и прочие. В доме № 37 проживала семья советского военного деятеля Виталия Марковича Примакова. Оригинальный по композиции усадебный дом № 39 (памятник архитектуры), построенный в стиле модерн, с крыльцом на кованных колоннах и башней с шатровым верхом под железной крышей, выложенным в виде рыбьей чешуи. Узорчатые волнообразные орнаменты кованной декоративной короны шатровой кровли башни увенчаны орнаментально-декоративной облицовкой.
В начале улицы до примыкания Ремесленной улицы расположены деревянные и кирпичные одноэтажные дома конца 19 — начала 20 веков. Дом № 4 — 5-оконный кирпичный оштукатуренный одноэтажный со входом справой стороны фасада. Дом № 6А — 5-оконный кирпичный оштукатуренный одноэтажный, фасад расчленён пилястрами. Дом № 10 — 6-оконный деревянный на кирпичном фундаменте дом, с двумя угловыми фронтонами, украшен резьбой; дом принадлежал Варваре Фёдоровне Фолте, согласно «списку домовладельцев 1908 года». Дом № 12 — 5-оконный деревянный (ныне обложен кирпичом) на кирпичном фундаменте дом, с двумя угловыми фронтами, украшен резьбой. Дом № 14 — 8-оконный оштукатуренный дом на цоколе, с двумя входами, окна украшены сандриками. Дом № 16/34 — 2-этажный кирпичный квартирный П-образный в плане дом. Дом № 20А — 5-оконный (изначально) деревянный (ныне оштукатурен) на кирпичном фундаменте дом, сохранилась резьба карниза. Дом № 22 — 12-оконный деревянный на кирпичном фундаменте на два входа, с тремя фронтами (центральными и двумя угловыми), украшен резьбой. Дом № 24 — 5-оконный деревянный на кирпичном фундаменте на два входа, фасад расчленён пилястрами, горизонтальная линия карниза украшен резьбой, окна увенчаны сандриками (частично сохранились). Дома № 28, 28А, 30 — 4-оконные кирпичные дома. Дом № 17/21 — 6-оконный (4-оконный со стороны Хлебопекарной) кирпичный сложный в плане дом. Дом № 19 — 5-оконный кирпичный дом. Дом № 21 — 4-оконный кирпичный дом. Дом № 23 — 5-оконный (ныне одно окно замуровано) кирпичный дом. Дом № 25 — 6-оконный кирпичный дом со входом по центральной оси фасада, над входом козырёк. Дома № 27, 29 — 5-оконные деревянные на кирпичном фундаменте дома, со входом-пристройкой с торца (в доме № 27 одно окно заложено). Дом № 31 — 5-оконный дом, ныне обложен кирпичом. Дом № 33 — 7-оконный кирпичный дом на «жилом погребе» с верандой со стороны двора, фасад с двумя фронтонами, фасад украшен рустованными пилястрами и венчающим карнизом, окна с деревянными наличниками и сандриками, карниз крыши украшен деревянной резьбой; до 1910 года дом принадлежал врачу Петру Петровичу Червякову. Дом № 35/22 — 2-оконный (5-оконный со стороны Ремесленной) оштукатуренный дом, горизонтальная линия карниза украшена резьбой.
Между Кирпоноса и Мстиславской расположены дома построенные в послевоенный период, преимущественно 2-этажные. Дом № 45/21 — 2-этажный квартирный кирпичный Г-образный в плане дом, две стороны фасада завершаются люкарнами. Дом № 46/23 — 2-этажный квартирный кирпичный Г-образный в плане дом, фасад украшен розетками, две стороны фасада завершаются барочными люкарнами. Дом № 48, 50, 52 — 2-этажные квартирные кирпичные квадратные в плане дома, фасады завершаются барочными люкарнами. Дом № 47, 51 — 2-этажные квартирные кирпичные квадратные в плане дома, фасады завершаются люкарнами. Дом № 49 — 2-этажный квартирный кирпичный прямоугольный дом с двумя угловыми фронтонами. На перекрёстке улицы Коцюбинского и проспекта Мира дома № 53/22, 54/24, 55/27, 56/29 — 3-4-этажные кирпичные Г-образные дома — которые составляют единый архитектурный ансамбль; фасад дома № 55/27 со стороны проспекта украшает колоннада (с второго по четвёртый этаж), которая завершается фронтоном; напротив дома № 55/27 дом № 53/22 имеет зеркальный, но упрошенный фасад: украшенный пилястрами и фронтоном; дома украшены карнизами межэтажными и венчающими, рустами. Дома № 58, 59, 60, 61, 62, 72 — 2-этажные квартирные кирпичные прямоугольные в плане дома, некоторые украшены рустованными пилястрами, лепниной и фронтонами. Дома № 63/10, 64/12, 65/7, 66/9, 72А/14 — 2-этажные квартирные кирпичные Г-образные в плане дома, без декора.
В конце улицы (после пересечения с Мстиславской улицей) есть ряд домов, которые отличаются от общей застройки 5-9-этажными домами. Дом № 75 — 2-этажный квартирный кирпичный дом, с двумя трёхгранными ризалитами в два этажа над которыми фронтоны с розетками, подчёркивающие симметрию фасада. Дом № 77/32 — 5-этажный кирпичный дом с межэтажными карнизами, венчающим карнизом с сухариками, который со стороны Гончей улицы завершается треугольным фронтоном, сейчас здесь размещается общежитие Черниговского кооперативного техникума. Дом № 82 — 2-этажный кирпичный дом (управление архитектуры и градостроения, управление земельных ресурсов), вход украшен двумя колонами с фронтоном, фасад завершается карнизом. Дома № 92, 94 — 5-оконные одноэтажные деревянные дома на кирпичном фундаменте, горизонтальная линия карниза украшена резьбой.
Есть ряд значимых и рядовых исторических зданий, что не являются памятниками архитектуры или истории: одноэтажный дом № 3 (здание музея-заповедника М. М. Коцюбинского), одноэтажные дома № 4, 6А, 9, 10, 11, 13, 14, 13, 17/21, 19, 20А, 21, 22, 22Б, 23, 24, 25, 26, 27, 28, 28А, 29, 30, 31, 33, 35/22; 2-этажные дома № 16/34, 43/22, 45/21, 46/23, 47, 48, 49, 50, 51, 52, 58, 59, 60, 61, 62, 63/10, 64/12, 65/7, 66/9, 67, 68, 70, 72, 72А/14, 75, 82; 3-этажные дома № 53/22, 54/24, 55/27, 56/29; 5-этажный дом № 77/32.
Учреждения:
1. дом № 3 — Черниговский литературно-мемориальный музей-заповедник М. М. Коцюбинского
2. дом № 5 — Церковь Казанской иконы Божией Матери
3. дом № 8 А — школа № 20
4. дом № 33 — Черниговская общественная организация инвалидов «Дорога до серця»
5. дом № 36/27 — Главное управление Государственного казначейства Украины в Черниговской области
6. дом № 43/22 — Центральная городская библиотека имени М. М. Коцюбинского и Черниговская городская библиотека для детей имени А. П. Довженко
7. дом № 49 А — Институт «Черниговагропроект»
8. дом № 57 — Черниговская межрайонная природоохранная прокуратура. Черниговский областной Совет Всеукраинского общества ветеранов войны и труда органов прокуратуры
9. дом № 61 — бывшая Черниговская фабрика индивидуального пошива и ремонта одежды
10. дом № 70 — Департамент культуры и туризма, национальностей и религий Черниговской облгосадминистрации
11. дом № 73 — Новозаводской районный суд
12. дом № 77/32 — общежитие Черниговского кооперативного техникума
13. дом № 79/37 — Главное управление статистики в Черниговской области. Черниговский институт информации, бизнеса и права. Прочие государственные учреждения
14. дом № 82 — Управление архитектуры и градостроения. Управление земельных ресурсов — оба Черниговской городского совета. Украинский союз ветеранов Афганистана, в том числе музейная комната — «музей войны в Афганистане»

Памятники архитектуры или истории:
1. дом № 3 — Усадьба писателя и общественного деятеля М. М. Коцюбинского (конец 19 — начало 20 веков); Бюст М. М. Коцюбинскому — истории национального значения, часть литературно-мемориального музея-заповедника
2. дом № 5 — Церковь Казанской иконы Божией Матери (1820—1827, перестроена 1925) — архитектуры местного значения
3. дом № 39 — Жилой дом (начало 20 века) — архитектуры местного значения
4. дом № 61 — Памятный знак в честь трудовых достижений производственного комплекса Черниговской фабрики индивидуального пошива и ремонта одежды (1967, мемориальная доска 1968) — демонтирован — истории местного значения

Мемориальные доски:
1. дом № 3 — советскому военному деятелю Виталию Марковичу Примакову — демонтирована — в честь пребывания
2. дом № 3 — советскому военному деятелю Юрию Михайловичу Коцюбинскому — демонтирована — в честь пребывания
3. дом № 55 — Герою Советского Союза Никите Ивановичу Сморчкову — на доме, где жил (1956—2002)
4. дом № 61 — Трудовым достижениям производственного комплекса Черниговской фабрики индивидуального пошива и ремонта одежды — демонтирована — на фасаде здания фабрики

Памятники природы местного значения:
1. возле дома № 12 — вековой дуб

## Видеоматериалы
Есть ряд сюжетов на сервисе «Youtube», посвященных домам улицы Коцюбинского:
1. дом № 10 — Дерев'яне мереживо Чернігова - особняк Варвари Фолте на вул.Коцюбинського, 10
2. дом № 33 — Дерев'яне мереживо Чернігова. Чим цікава колишня оселя лікаря Червякова на Коцюбинського, 33
3. дом № 39 — Дерев'яне мереживо Чернігова. Найцікавіше про будинок на Коцюбинського, 39 розповість Ервін Міден.